# Mundo Kemp
Pour les articles homonymes, voir Kemp.
Raymundo Quintino Kemp, plus connu sous le nom de Mundo Kemp (né à Curaçao) est un joueur de football néerlandais (international Curaçaoan) qui évoluait au poste de défenseur.

## Biographie

### Carrière en sélection
Avec l'équipe des Antilles néerlandaises, il participe aux Jeux olympiques d'été de 1952 organisés à Helsinki.